# Michael Begley
Michael Begley (22 août 1932 - 26 mars 2012) est un homme politique irlandais du Fine Gael qui est ministre d'État au ministère du Commerce et du Tourisme de 1981 à 1982, secrétaire parlementaire du ministre des Finances de 1975 à 1977 et parlementaire Secrétaire du ministre chargé des collectivités locales de 1973 à 1975. Il est Teachta Dála (TD) pour la circonscription de Kerry Sud de 1969 à 1989.

## Biographie
Né à Dingle, comté de Kerry, en 1932, dans une famille d'agriculteurs. Begley est menuisier et professeur d'école secondaire avant de se lancer en politique nationale.
Avant son élection en tant que député, Begley est élu au conseil du comté de Kerry et est ensuite président du conseil en 1966-1967. Il est élu pour la première fois au Dáil Éireann lors de sa troisième tentative aux élections générales de 1969 pour Kerry South. Quatre ans plus tard, en 1973, le Fine Gael accède au pouvoir dans un gouvernement de coalition avec le Parti travailliste et Begley est nommé ministre d'État chargé du gouvernement local. En 1975, Begley devient secrétaire parlementaire du ministre des Finances après le décès d'Henry Kenny. Il occupe ce poste jusqu'en 1977.
En 1981, il devient ministre adjoint du ministère de l'Industrie et du Commerce du gouvernement de Garret FitzGerald. Il occupe ce poste jusqu'en 1982, date à laquelle le gouvernement tombe. Begley reste député jusqu'à ce qu'il perde son siège aux élections générales de 1989 au profit de Michael Moynihan du Parti travailliste. Il se retire alors de la politique.
Michael Begley est décédé à l'âge de 79 ans.